# Tucupita
Tucupita – miasto w Wenezueli, stolica stanu Delta Amacuro. Położone w delcie rzeki Orinoko.
Liczy około 110 000 mieszkańców.
Miasto zostało założone w 1848 roku. Obecnie pełni funkcję bazy dla ruchu turystycznego (eko-turystyka).